# San Quaranta
San Quaranta (Sàndu Quaràndu in dialetto tortorese), è una frazione montana del comune di Tortora (Italia), dista dal centro abitato di Tortora paese circa 7 km. Il nome della frazione deriva da un'antica laura basiliana dedicata ai Santi Quaranta Martiri.
La frazione si estende ai piedi del monte Cocuzzata ad un'altitudine media di 560 metri s.l.m., e si suddivide in varie sotto-località denominate: Arijcèdda, Cavùta, Còddi, Cracàci, Cugnùolu, Don Nicòla, Muntàta, Scalòni.

## Località
La frazione si divide in otto sotto-frazioni la prima di queste risalendo dal centro storico è l'Arijcedda  che probabilmente deve il suo appellativo alla presenza di un'aia impiegata fino a qualche decennio fa per la trebbiatura del grano, dall'Arijcèdda percorrendo la strada sul versante nord troviamo prima la zona Còddi e sotto di essa il Cùgnulu e poi la Cavùta che si affaccia sulla valle in cui scorre il fiume Noce. Dal lato sud ai piedi del monte Cocuzzata, troviamo le zone di: Don Nicòla, Muntàta e Cràcaci (in tortorese questo termine indica la rana). 
Chiude la frazione la località Scaloni.

## Storia
I primi abitanti della frazione in ordine cronologico furono probabilmente i monaci basiliani che edificarono sul luogo la laurea basiliana che ha dato il nome alla frazione.

## Viabilità
La frazione è ben collegata al centro urbano, dalla strada comunale che dalla frazione Sarre porta alla frazione Pizinno.

## Economia
Le uniche attività presenti in zona sono un panificio ed un'azienda agricola.